# Eduard Gufeld
Eduard Yefimovich Gufeld (19 de marzo de 1936, Kiev (Ucrania) – 23 de septiembre de 2002, Los Ángeles) fue un Gran Maestro y autor de ajedrez ucraniano.
A finales de los años 1950 se estableció como uno de los jugadores más fuertes del mundo. Derrotó a jugadores de la talla de Mijaíl Tal, Boris Spassky, Vasily Smyslov, Víktor Korchnói o David Bronstein y lo mismo con cada gran jugador soviético.
Gufeld jugó su primer torneo de ajedrez en 1953 con 17 años de edad. Se convirtió en el campeón junior de Ucrania a la edad de 18. Se convirtió en Maestro Internacional en 1964 y en Gran Maestro en 1967. En 1977 su ELO era de 2570 y ocupaba la posición 16 en la clasificación mundial.
Después de su etapa como jugador se trasladó a Tiflis (Georgia) y vivió allí durante más de una década y entrenó a Maia Chiburdanidze que en 1978 se convirtió en la campeona de ajedrez femenino más joven hasta el momento. Después de la caída de la URSS, emigró a Estados Unidos. Gufeld no hablaba demasiado bien el inglés y a los que se reían de su inglés les solía decir: "¡Creo que mi inglés es mejor que tu ruso!". Fundó el Comité del Ajedrez Artístico y de Exhibición" de la FIDE.
Cabe destacar en su trayectoria tanto su victoria contra Vladímir Bagírov con una defensa india de rey, que llamó su "Mona Lisa" como su victoria en 1967 sobre Vasily Smyslov (ver debajo); la primera de estas partidas se incluye en la colección de las cien mejores partidas de todos los tiempos de John Nunn; Gufeld volvió a vencer a Smyslov en 1975
A continuación se muestra la victoria de sobre Smyslov de 1967:

1.c4 Cf6 2.Cf3 g6 3.b4 Ag7 4.Ab2 O-O 5.e3 b6 6.d4 c5 7.dxc5 bxc5 8.b5 a6 9.a4 Ce4 10.Axg7 Rxg7 11.Dd5 Da5+ 12.Re2 Ab7 13.Dxb7 Cc6 14.Cfd2 Ta7 15.bxc6 Txb7 16.cxb7 Db4 17.Cxe4 Db2+ 18.Cbd2 Dxa1 19.Cxc5 Tb8 20.g3 Da3 21.Cxd7 Txb7 22.Ah3 Dd6 23.c5 Dd5 24.f3 Tb2 25.Td1 e6 26.c6 Dc4+ 27.Re1 Dd3 28.Af1 Dxe3+ 29.Ae2 a5 30.f4 f6 31.c7 Tc2 32.Rf1 Txc7 33.Cc4 Txc4 34.Axc4 Df3+ 35.Re1 Dc3+ 0-1
Spartakiada, Moscú 1967 Smyslov-Gufeld

En septiembre de 2002, Gufeld sufrió una apoplejía masiva que le dejó en coma. Murió dos semanas después, a la edad de 66 años, en el Centro Médico Cedars-Sinai de Los Ángeles.

## Libros
Gufeld fue uno de los autores más prolíficos de ajedrez; escribió más de cien libros, de los que se vendieron tres millones y medio de copias en todo el mundo. 
- Ajedrez: La Búsqueda de la Mona Lisa, ISBN 0-7134-8477-2
- Leonid Stein: Maestro de la Estrategia del Riesgo, ISBN 0-938650-54-8
- Estrategia de ajedrez, ISBN 0-7134-8775-5
- Mi Vida en el Ajedrez, ISBN 1-879479-21-4